# Odyncewicze
Odyncewicze – ród kniaziowski biorący swe nazwisko od przezwiska protoplasty – żyjącego w XV wieku kniazia Iwana Odyńca, który według kopii Kroniki Litewskiej, sporządzonej w 1520 r. dla jednego z jego przedstawicieli, miał przyjechać na Litwę z Niemiec.
XIX-wieczny historyk Józef Wolff zakwestionował powyższe, nieruskie pochodzenie tego rodu, uznając, że Iwan Odyniec jest potomkiem książąt połockich z dynastii Rurykowiczów. Odyncewicz mogli też pochodzić od książąt litewskich.
Kniaziowie Odyncewicze używali także nazwiska Bahrinowski (Bahrynowski). Wymarli najprawdopodobniej na przełomie XVI i XVII wieku.